# Casto Nopo
Casto Nopo Abeso Evuna Ada (Mongomo, 23 de febrero de 1973) es un entrenador de fútbol ecuatoguineano, que actualmente es el seleccionador de la Selección de fútbol de Guinea Ecuatorial.

## Trayectoria
Comenzó su carrera profesional como entrenador en el Akonangui FC en el año 2002, club en el cual estuvo durante 3 temporadas y donde obtuvo su primer trofeo Copa de Guinea Ecuatorial como entrenador.